# Desa Pandanrejo (administrativ by i Indonesien, Jawa Timur, lat -8,01, long 112,56)
Desa Pandanrejo är en administrativ by i Indonesien.   Den ligger i provinsen Jawa Timur, i den västra delen av landet, 700 km öster om huvudstaden Jakarta.